# Chépy
Chépy là một xã ở tỉnh Somme, vùng Hauts-de-France, Pháp.

## Địa lý
Thị trấn này tọa lạc trên đường D465 và đường D65, khoảng 10 dặm Anh về phía tây nam của Abbeville.

## Dân số
| 1962                                                         | 1968 | 1975 | 1982 | 1990 | 1999 |
| ------------------------------------------------------------ | ---- | ---- | ---- | ---- | ---- |
| 842                                                          | 860  | 1083 | 1227 | 1246 | 1277 |
| Số liệu điều tra dân số từ năm 1962, dân số không tính trùng |      |      |      |      |      |